# John O'Sullivan
John Brendan O'Sullivan (Melbourne, 1933 - 21 de abril de 2023) foi um ex-ciclista australiano. Ele foi o vencedor do campeonato australiano de estrada em 1962. Competiu pelo seu país nos Jogos Olímpicos de Verão de 1956.